# 远千里
远千里（1915年—1968年），原名远保坤，又名秀昆、秀峰，男，河北任丘人，中国作家，曾任河北省文学艺术界联合会副主席，河北省文化局副局长，中共河北省委文教部、宣传部副部长。